# Азербайджанцы в Турции

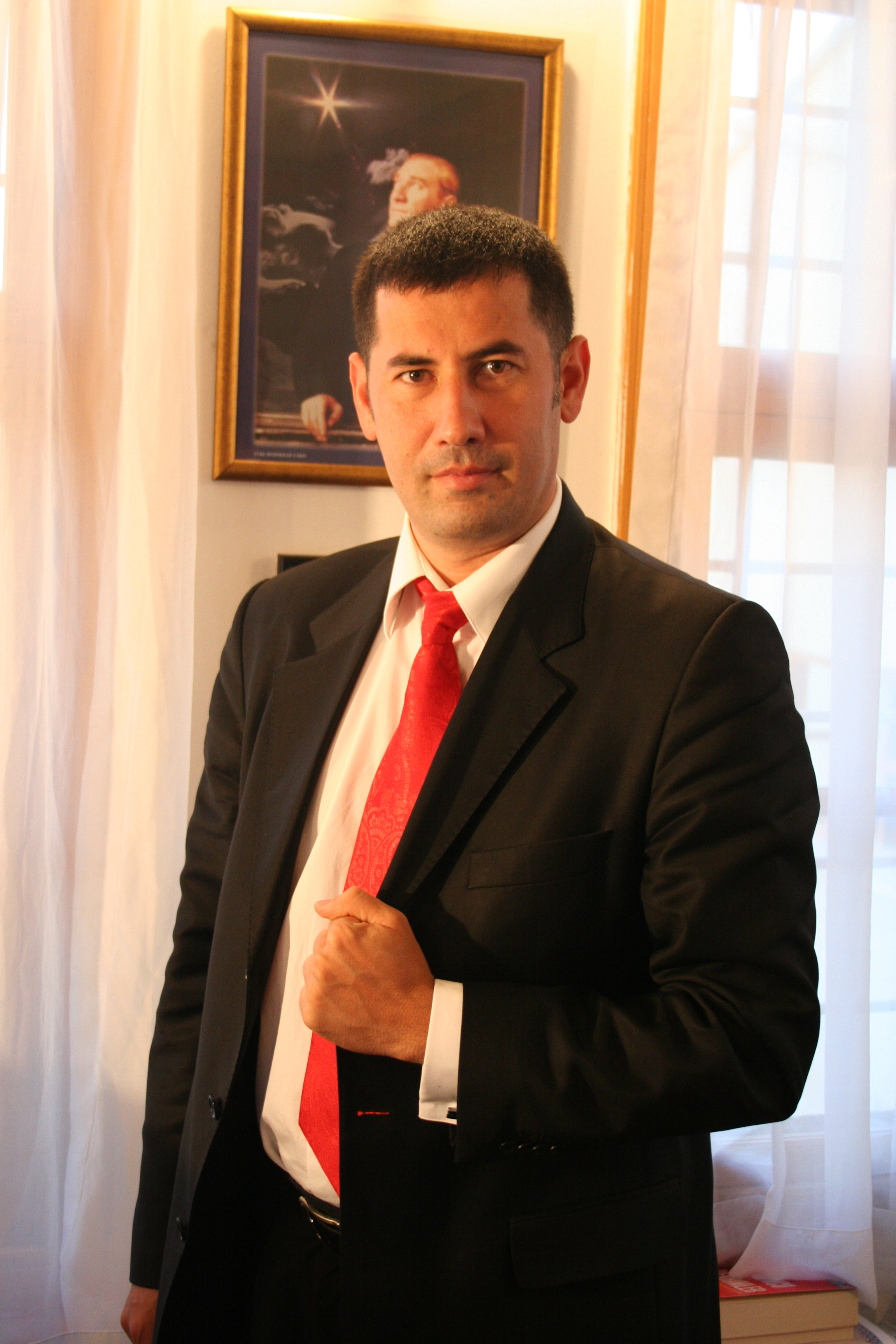
Синан Оган

Азербайджанцы в Турции (азерб. Türkiyə azərbaycanlıları, тур. Türkiye Azerileri) — азербайджанцы, проживающие на территории Турции. По вероисповеданию — мусульмане (шииты и сунниты). Говорят на азербайджанском и турецком языках. Численность азербайджанцев в Турции составляет 700 000—800 000 человек. Ныне они являются самой большой этнической группой в городе Ыгдыр и второй по величине в городе Карс (подробнее см. статью «Азербайджанцы в Карсе»).

## История

### Ранняя история
Вероятно, азербайджанские тюркские племена впервые появились на территории современной Турции в период правления Сефевидов над Карсом и соседними областями. Их численность выросла в начале XIX века, когда в соответствии с Гюлистанским и Туркменчайским договорами между Россией и Персией, в состав Российской империи вошли Карабахское (в 1813 году), Нахичеванское (в 1828 году) и Эриванское (в 1828 году) ханства. По Адрианопольскому договору между Россией и Турцией христианам и мусульманам было предоставлено право выбора места жительства, и некоторая часть азербайджанцев вместе с частью народов Северного Кавказа эмигрировала в Турцию, поселившись на востоке Малой Азии, особенно в Шенкая в районе Эрзурума и Ташлычай в районе Агры. Эрзурумский диалект турецкого языка сформировался под сильным влиянием азербайджанского языка. Фонематический анализ показывает, что под влиянием азербайджанского языка сформировались и диалекты турецкого языка в провинции Элазиг, в районе Эрджиш и в провинции Ван.
В 1813 году группа азербайджанцев из Карабаха поселилась в Азизье, в южной части провинции Афьон. Несмотря на то, что они претерпели значительную ассимиляцию, отразившуюся на языке и вероисповедании, по-прежнему называют себя «карабаглы» («карабахцы») и рассматриваются в качестве отдельной этнический группы со стороны местного населения. Группа сёл Карабаглы находится к югу от горы Эмирдаг в провинции Афьон. Другая ветвь той же группы поселилась в Ыгдыре. По мнению некоторых исследователей, группа карабаглы в Афьоне поселилась в Турции ещё в 1578 году, воюя на стороне Османской империи во время второй войны с Персией, находившейся под правлением династии Сефевидов.
Кроме того, в начале XIX века несколько суннитских семей из Ширвана, главным образом из города Ахсу, поселились в Амасии, где в течение длительного времени они были известны как «ширванлы» («ширванцы»). В 1894 году Шейх-Хаджи Махмут Эфенди построил здесь уникальную мечеть в барочном стиле. Эта мечеть известна как мечеть Ширванлы (мечеть ширванцев) или мечеть Азерилер (мечеть азербайджанцев). Потомки этих эмигрантов в настоящее время живут в шести сёлах Амасии, в районах Сулуова и Мерзифон и сохраняют азербайджанское этническое самосознание. Другая группа азербайджанцев из Шеки переехала в Бурсу в 1863 году. 
Карапапахи являются субэтнической группой азербайджанцев.
После Революции 1905 года, беженцы из Казахского региона Азербайджана составили значительную часть населения города Амасья. Следующая волна эмиграции азербайджанцев в восточную Турцию имела место в 1918—1925 годах, когда многие азербайджанцы были вынуждены покинуть территорию, провозгласившей независимость Армении, спасаясь от армянских националистов (дашнаков). В 1941 году 5 000 азербайджанцев проживали в 60 деревнях, расположенных вдоль турецкого берега реки Арпачай. Это были потомки эмигрантов, покинувших страну после оккупации Азербайджана большевиками и установления в нём советской власти в апреле 1920 года. В Турцию также эмигрировали члены свергнутого правительства Азербайджанской Демократической Республики и члены их семей, а также многие представители азербайджанской аристократии и промышленной элиты. Они поселились, главным образом, в Стамбуле, Бурсе и Анкаре, и вели в Турции антисоветскую пропаганду до подписания советско-турецких пактов о ненападении в 1925 и 1935 годах. Это стало причиной эмиграции некоторых политически активных членов азербайджанского патриотического движения из Турции в Германию и Польшу в конце 1930-х годов.

### Современность
После распада СССР, созданное в 1946 году в Турции правительство Азербайджанской Демократической Республики в изгнании, поддержало этнических азербайджанцев политических эмигрантов из Ирана. К 1990 году около 400 000 азербайджанцев проживали на турецкой стороне советско-турецкой границы. С начала 1990-х годов из Азербайджана в Турцию пришла новая волна эмиграции по экономическим причинам. Эти эмигранты селились в больших городах. По данным министерства внутренних дел Турции, в период между 2003 и 2013 годами более 15 000 эмигрантов из Азербайджана получили гражданство Турции.
Азербайджанцы в Турции хорошо интегрированы в общество, в основном из-за культурной и языковой близости между азербайджанцами и анатолийскими турками. Тем не менее, имеются различия в сфере вероисповедания (азербайджанцы в основном шииты, анатолийские турки в основном сунниты). В 2011 году Синан Оган, азербайджанец по национальности и активист диаспоры из Ыгдыра, получил место в парламенте Турции а на выборах 2023 года являлся кандидатом в президенты Турции от альянса ATA. Профессор Айгюн Аттар является председателем правления Фонда дружбы, сотрудничества и солидарности «Турция-Азербайджан».